# Chouette des pagodes
Strix seloputo
Espèce
Statut de conservation UICN

 LC  : Préoccupation mineure
Statut CITES
Répartition géographique
La Chouette des pagodes (Strix seloputo), parfois appelée chouette obscure, est une espèce d'oiseaux de la famille des Strigidae.

## Description
La Chouette des pagodes est une chouette moyennne mesurant 45 à 47 cm de longueur, pour une envergure de 100 à 110 cm et un poids variant de 520 à 1 000 g,. Comme toutes les chouettes, la femelle est plus grande et plus lourde que le mâle, c'est le seul dimorphisme sexuel de l'espèce.
La calotte est brune avec de fines taches blanches. Les yeux sont noirs, entourés d'un disque facial orangé avec sourcils plus clairs. Le bec et la cire sont foncés et sont posés au-dessus d'une large tache blanche sur le menton de la chouette. De petites barres blanchâtres ornent la nuque. Le poitrail est blanc roussâtre intensément barré de noir. Le manteau, le dos et les sus-caudales affichent une teinte plus claire,,.

## Cri
Le cri de la Chouette des pagodes commence par une série de notes roulées et saccadées et se termine par un « hou » final puissant et prolongé. Il leur arrive de chanter en couple et chantent généralement avant de partir chasser, au crépuscule, ou en rentrant, à l'aube.

## Répartition
Cet oiseau est endémique d'Asie du Sud-Est.

## Sous-espèces
D'après la classification de référence du Congrès ornithologique international (version 14.1, 2024), la Chouette des pagodes possède 3 sous-espèces (ordre phylogénique) :
- Strix seloputo seloputo (Horsfield, 1821) : Sud de la Birmanie, Thaïlande, Péninsule Malaise, Cambodge, Viêt Nam, Sumatra et Java ;
- Strix seloputo baweana (Oberholser, 1917) : Bawean ;
- Strix seloputo wiepkeni (Blasius, 1888) : Palawan et Îles Calamian.

## Mode de vie

### Habitat
La Chouette des pagodes vit dans des forêts partiellement éclaircies, les lisières des zones boisées, les plantations, les vergers, les parcs, les zones marécageuses ou les mangroves qui longent le littoral. On les retrouve du niveau de la mer jusqu'à 1 000 m d'altitude,.

### Alimentation
Les Chouettes des pagodes se nourrissent principalement de petits rongeurs tels que les rats et les souris, de petits oiseaux tels que les moineaux friquets ou de gros insectes, en particulier les coléoptères. Elle peut s'alimenter, plus rarement, de serpents et de chauves-souris,.
Ces chouettes sont nocturnes, elles se reposent donc la journée, généralement en couple sur les hautes branches des arbres, puis, au crépuscule, elles partent chasser durant toute la nuit et rentrent à l'aube.
Les pelotes de réjection font environ 2 cm sur 3 cm.

### Reproduction
Le nid est installé dans le creux d'un arbre ou en haut de branches ouvertes, généralement très haut. La saison de nidification se déroule de janvier à août. La femelle pond 2 œufs blancs de forme ovale, rarement 3. Les œufs font environ 49 mm sur 42 mm et sont déposés directement sur bois ou des débris de feuilles.

## Démographie
La population de Chouettes des pagodes semble stable, raison pour laquelle l'Union Internationale pour la Conservation de la Nature a évalué l'état de conservation de cette chouette comme « préoccupation mineure ».

## Menaces
Les Chouettes des pagodes ne sont actuellement pas menacées, bien que la destruction de leur habitat naturel par l'être humain pourrait leur provoquer des problèmes à l'avenir.

## Protection
La Chouette des pagodes n'est pas une espèce rare mais elle est très clairsemée et ses populations sont peu denses, cependant ses effectifs sont peut-être sous-évalués puisqu'elle se dissimule facilement. Le Handbook of the Birds of the World considère que l'avenir de cette espèce ne cause pas de souci majeur.
La Chouette des pagodes bénéficie d'une protection totale sur le territoire français depuis l'arrêté ministériel du 17 avril 1981 relatif aux oiseaux protégés sur l'ensemble du territoire. L'espèce est inscrite à l'annexe I de la directive Oiseaux de l'Union européenne. Il est donc interdit de les détruire, les mutiler, les capturer ou les élever, de les perturber intentionnellement ou de les naturaliser, ainsi que de détruire ou enlever les œufs et les nids, et de détruire, altérer ou dégrader son milieu. Qu'elle soit vivante ou morte, il est aussi interdit de la transporter, colporter, de l'utiliser, de la détenir, de la vendre ou de l'acheter.